# Neuer Aachener Kunstverein

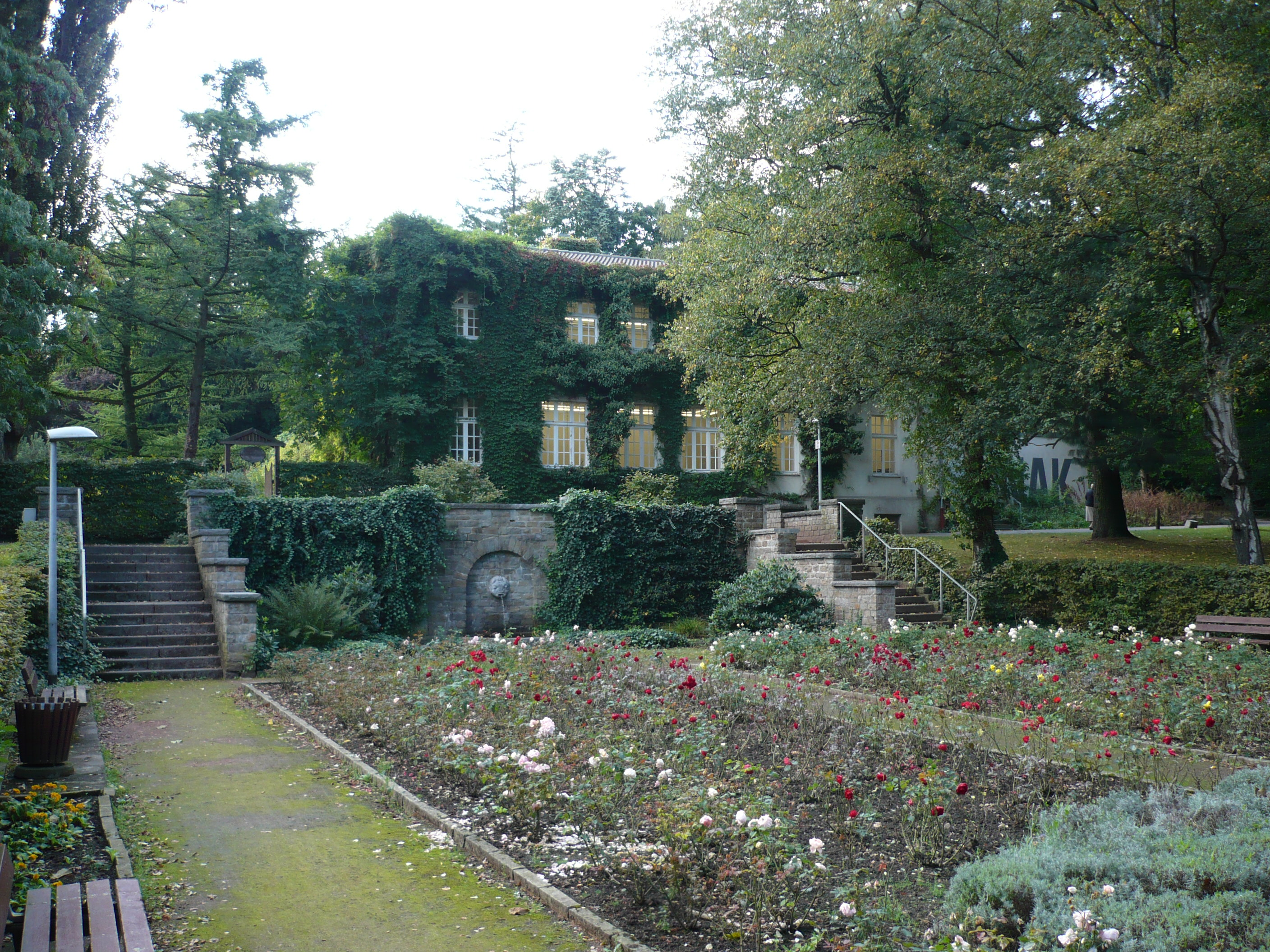
Gebäude mit Garteneingang (2008)

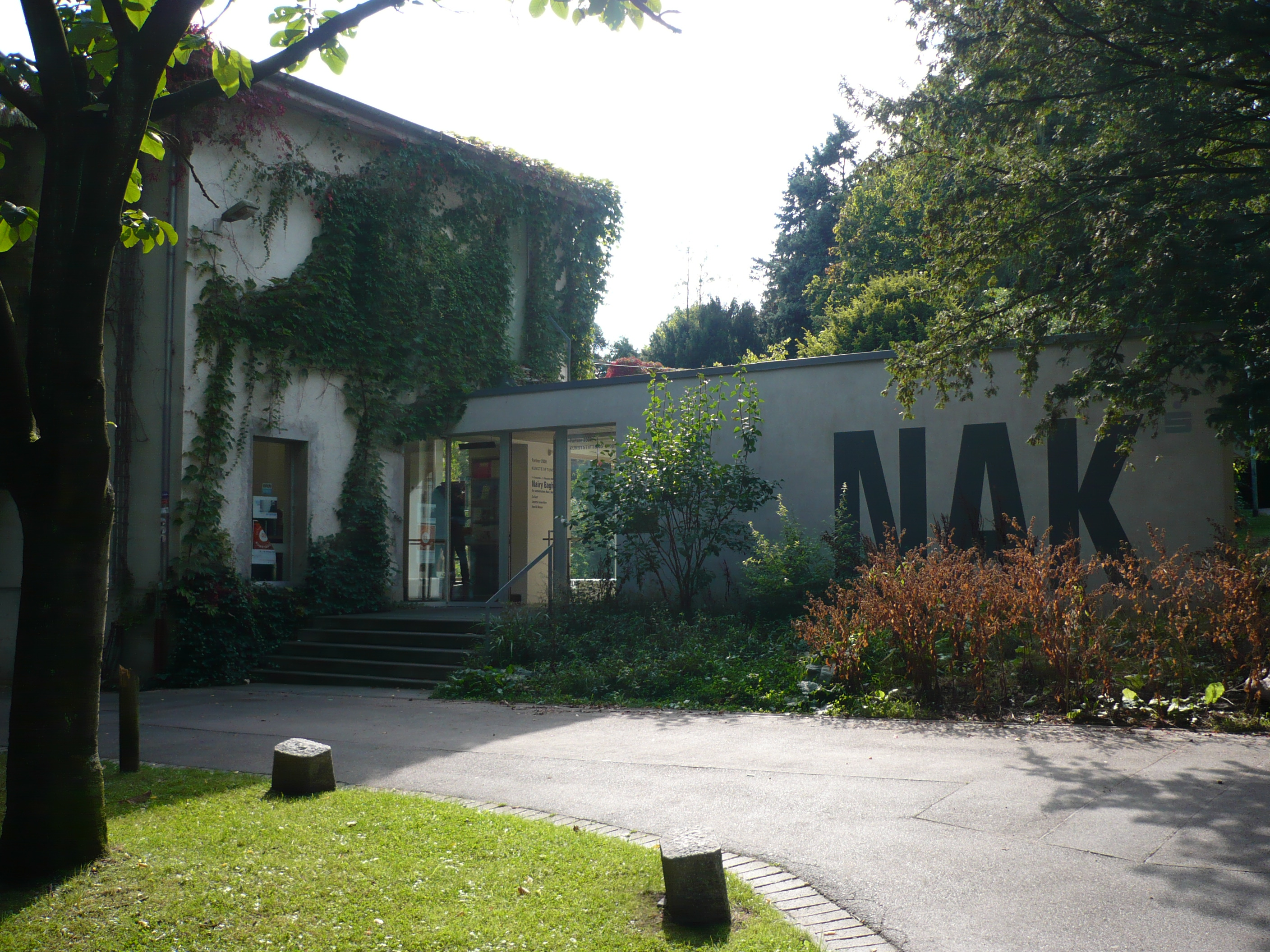
Gebäude im Stadtgarten (2008)

Der Neue Aachener Kunstverein (NAK) ist ein 1986 in Aachen gegründeter Verein zur Förderung der Gegenwartskunst.

## Entwicklung
Um einem kunstinteressierten Publikum im Raum Aachen die zeitgenössische Kunst nahezubringen, wurde 1986 von einer Gruppe engagierter Bürger und Künstler der Neue Aachener Kunstverein gegründet. Nachdem der NAK anfangs in einfachen innerstädtischen Ladenlokalen untergebracht war, erhielt er 1988 einen größeren und festen Ausstellungs- und Geschäftsraum in der Aachener Rudolfstraße. Verstärkte Ausstellungsaktivitäten und zunehmender Zuspruch aus der Bevölkerung machten 2001 einen erneuten Umzug nötig. Der Verein erwarb ein Haus im Stadtgarten Aachen, wo er über zwei Etagen und mit flexiblen Ausstellungsräumen seine neue Vorstellungen umsetzen konnte.
Etwa fünf bis sieben Ausstellungen mit nationalen und internationalen Kunst wurden seitdem jährlich gezeigt. Dazu finden Vorträge, Lesungen oder Filmabende mit den beteiligten Künstlern und weiteren Gästen statt. Viele Künstler, wie beispielsweise Dietmar Momm und Karl von Monschau, die auch zu den Gründungsmitgliedern zählen, sowie Jupp Linssen, Leni Hoffmann, Candida Höfer, Hartmut Ritzerfeld, Alexander Esters, Raoul Marek, Norbert Walter Peters aber auch Franz Buchholz (Videoinstallationen), Roman Signer, Gerhard Richter (Druckgrafik), Jonathan Meese, Franz Ackermann, Hanns Pastor, Christiane Dénes, sowie Andreas Siekmann haben im NAK ausgestellt.
Vom Gründungsjahr an bis 1994 verlieh der NAK den Neuen Preis des Aachener Kunstvereins an Künstlerpersönlichkeiten, deren Engagement über Aachen hinaus bekannt wurde und die sich für die Vermittlung von Bildender Kunst einsetzten und deren Werke Aufmerksamkeit in der Öffentlichkeit erlangten.
Der Verein finanziert sich durch eine im Jahre 1999 gegründete Förder- und Sammlergruppe, die sich den Namen „Twodo Collection“ (twodo = two dozen) gegeben hat. Sie besteht aus 24 Personen und  sichert unter anderem das Management des Vereins, führt die Kommunikation mit ausgesuchten Künstlern und hilft beim Aufbau einer Sammlung zeitgenössischer Kunst. Zusätzlich wird das gesamte Vorhaben aktiv gefördert durch Personen aus Politik, Wirtschaft und Bürgerschaft.
Der Neue Aachener Kunstverein ist Mitglied in der Arbeitsgemeinschaft Deutscher Kunstvereine (ADKV). Er wurde in den letzten Jahren von Susanne Titz (1997–2004) sowie ihren Nachfolgerinnen Stefanie Kreuzer (2004–2007), Melanie Bono (2007–2010), Dorothea Jendricke (2010–2013) und Ben Kaufmann (2013–2018) geleitet. Seit 2018 ist Maurice Funken Direktor des Vereins. Der Neue Aachener Kunstverein zählt 400 Mitglieder.
Am 12. Juni 2020 griff ein von Mülltonnen ausgehendes Feuer auf das Gebäude des Kunstvereins über und beschädigte neben dem Gebäude die Kunstwerke einer für den folgenden Tag geplanten Ausstellung.

## Auszeichnungen
- Der Neue Aachener Kunstverein wurde im Jahre 2000 mit dem Adam-Elsheimer-Preis der Kunstmesse "Art Frankfurt", der heutigen "fine art fair frankfurt" für sein vielseitiges Programm ausgezeichnet.
- Im Frühjahr 2008 erhielt der NAK unter zahlreichen Mitbewerbern für "...sein mutiges und hoch qualifiziertes Ausstellungsprogramm" die von der Kunststiftung NRW ausgelobte Jahresförderung für Kunstvereine in NRW für das laufende Jahr in Höhe von 75.000 EURO.